# Arena Toruń
Die Arena Toruń (auch Hala Sportowo-Widowiskowa w Toruniu; deutsch Sport- und Unterhaltungshalle in Toruń) ist eine Mehrzweckhalle im Stadtteil Chełmińskie Przedmieście der polnischen Stadt Toruń, Woiwodschaft Kujawien-Pommern, im nördlichen Zentralpolen. Die Frauenbasketballmannschaft Katarzynki Toruń, das Frauenvolleyballteam Budowlani Toruń sowie die Männerbasketballmannschaft Twarde Pierniki Toruń nutzen die Arena Toruń für ihre Partien. In der Nähe liegen das städtische Fußballstadion Stadion Miejski im. Grzegorza Duneckiego, in dem der Verein Elana Toruń spielt, sowie die Eissporthalle Lodowisko Tor-Tor im. Józefa Stogowskiego.

## Geschichte
Die Halle wurde nach etwa drei Jahren Bauzeit am 10. August 2014 eröffnet. Die Arena Toruń ist für verschiedenste Sportarten wie Leichtathletik, Handball, Volleyball, Basketball, Tischtennis, Tennis, Badminton, Kickboxen, Boxen, Fechten, Rhythmische Sportgymnastik und Sportakrobatik sowie Hallenhockey ausgerüstet. Sie erfüllen, wie auch die Kletterwand, die Anforderungen für internationale Wettbewerbe. Es sind 5192 feste Sitzplätze montiert, die um 510 Plätze erweitert werden können. Je nach Veranstaltung finden bis zu 9250 Besucher Platz. Die Leichtathletikanlage bietet auf der 200-m-Bahn sechs Spuren. Über die Sprintdistanz von 60 m sind es acht Spuren. Hinzu kommen V.I.P.-Logen und ein Fitnessstudio.
Seit 2015 findet jährlich im Februar der Copernicus Cup, ein zur IAAF World Indoor Tour gehörendes Leichtathletikhallenmeeting, statt. Am 27. April 2018 vergab der Europäische Leichtathletikverband (EAA) in Berlin die 36. Leichtathletik-Halleneuropameisterschaften im Jahr 2021 an die polnische Stadt. Konkurrent war das niederländische Apeldoorn, das schon mit seiner Bewerbung für die EM 2019 scheiterte.
Im März 2023 wurde Toruń als Austragungsort der Leichtathletik-Hallenweltmeisterschaften 2026 ausgewählt. Die Wettkämpfe sollen in der Arena Toruń stattfinden.
Neben dem Sport werden u. a. auch Ausstellungen, Messen und Konzerte in der Arena veranstaltet.

## Galerie

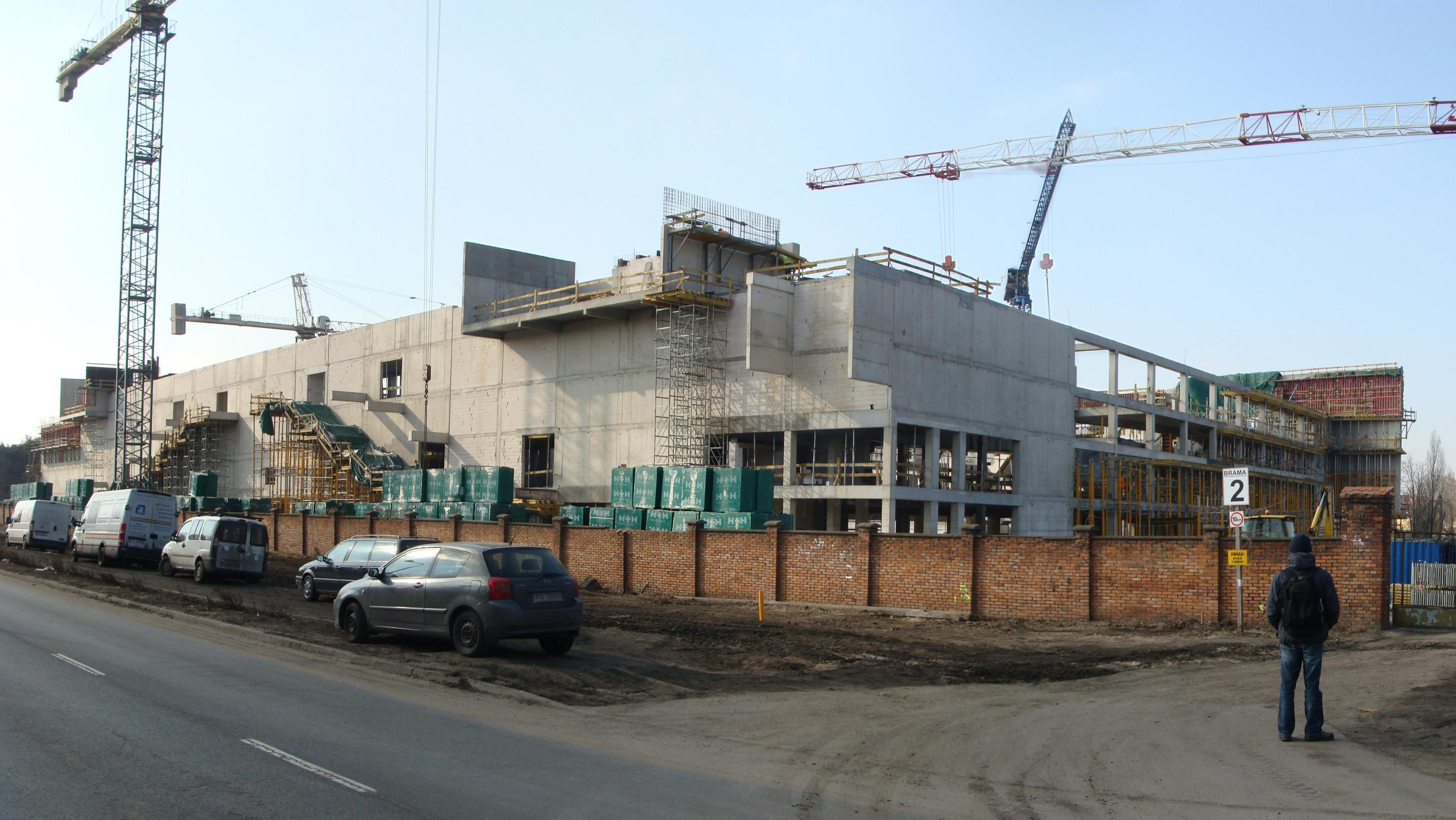
Die Baustelle im März 2012
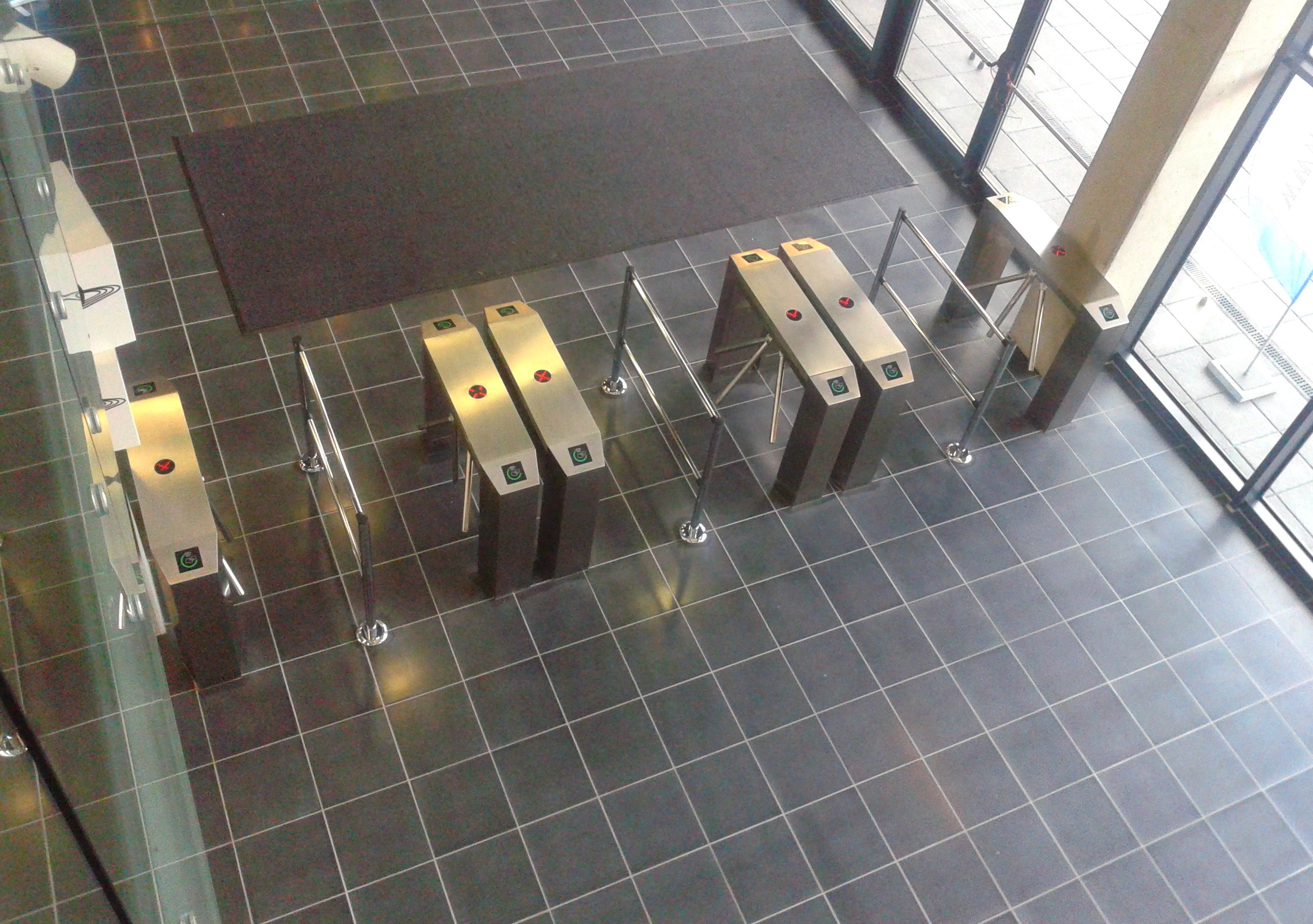
Der Eingangsbereich (Juli 2014)
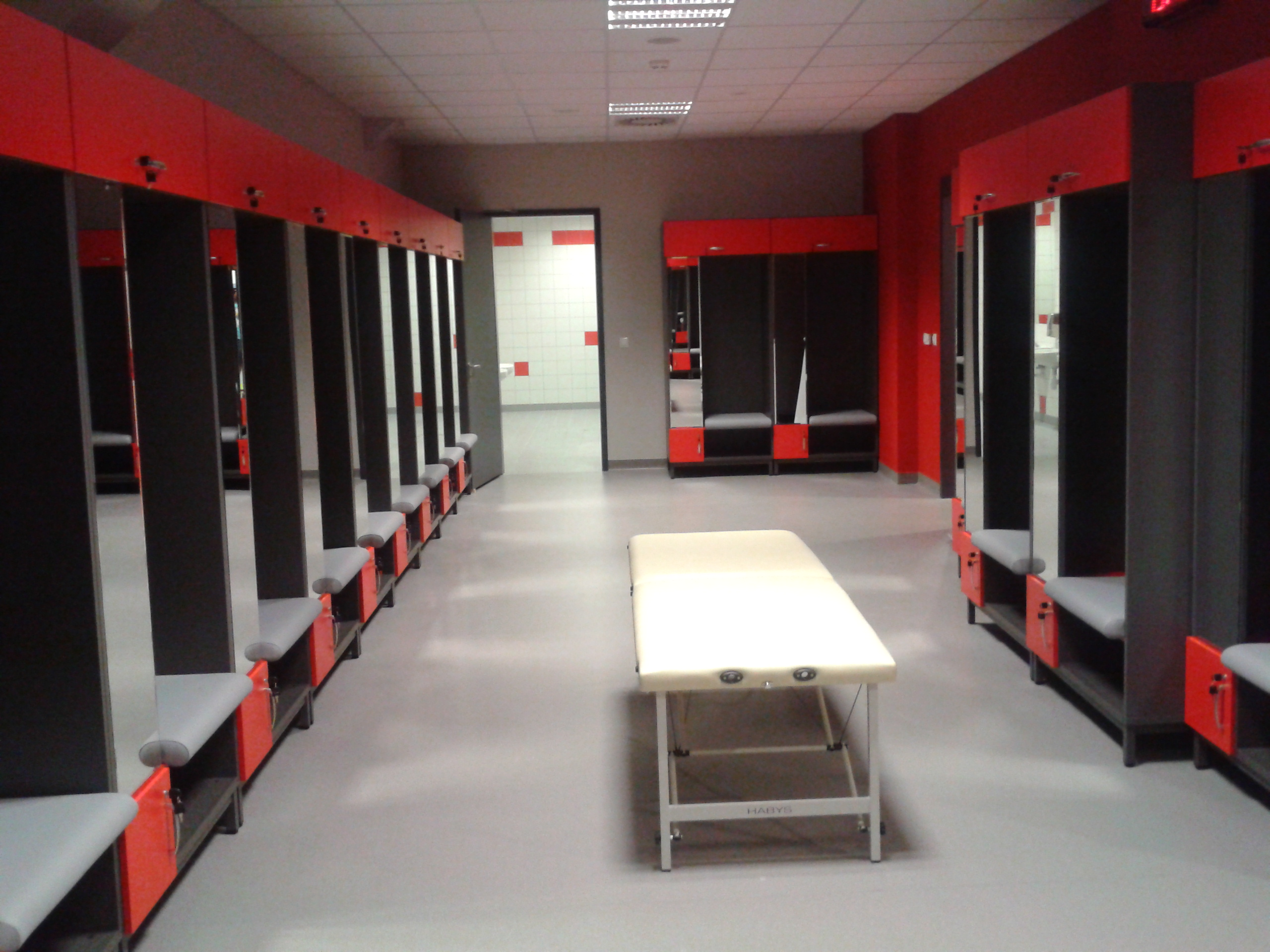
Umkleidekabine (Juli 2014)
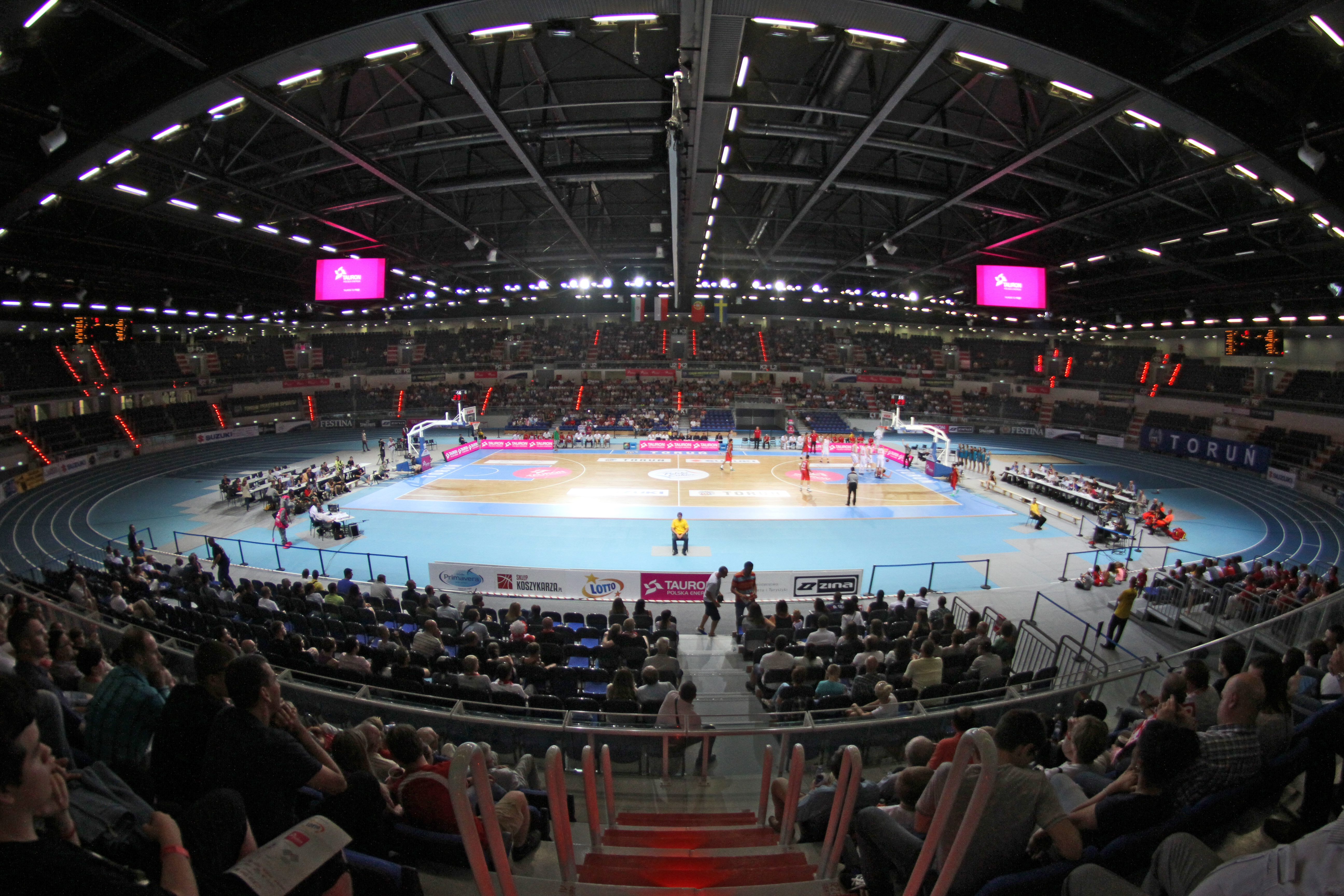
Basketballspiel zwischen Polen und Portugal (August 2014)
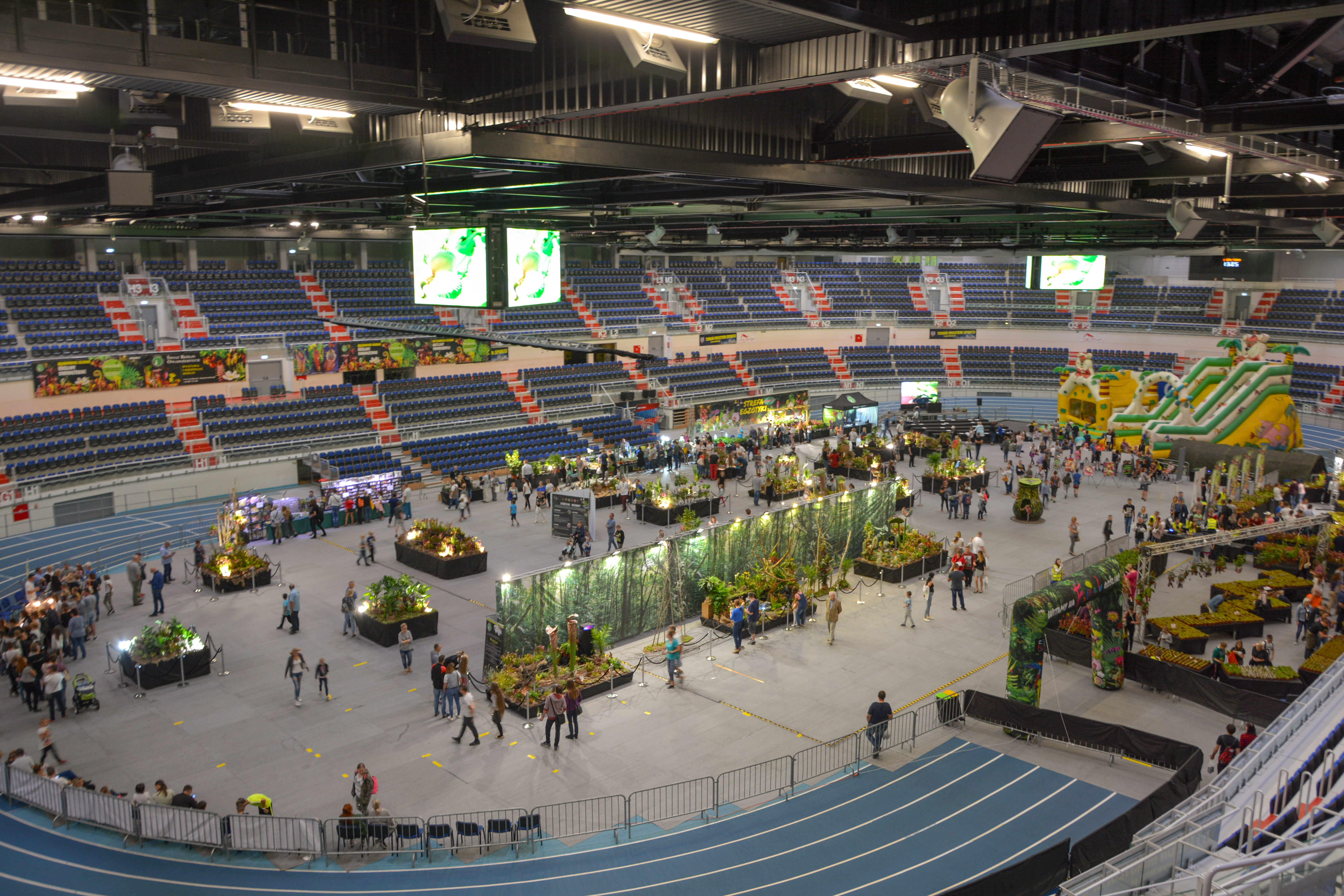
Der Innenraum beim Festiwal Roślin Owadożernych, einer Pflanzenausstellung, im September 2018